# (11325) Slavický
(11325) Slavický (1995 SG) – planetoida z pasa głównego asteroid okrążająca Słońce w ciągu 4,06 lat w średniej odległości 2,54 j.a. Odkryta 17 września 1995 roku.